# Diocesi di Marquette
La diocesi di Marquette (in latino Dioecesis Marquettensis) è una sede della Chiesa cattolica negli Stati Uniti d'America suffraganea dell'arcidiocesi di Detroit. Nel 2023 contava 64.280 battezzati su 301.396 abitanti. È retta dal vescovo John Francis Doerfler.

## Territorio
La diocesi comprende l'intera penisola superiore dello stato americano del Michigan, per un totale di 15 contee: Alger, Baraga, Chippewa, Delta, Dickinson, Gogebic, Houghton, Iron, Keweenaw, Luce, Mackinac, Marquette, Menominee, Ontonagon e Schoolcraft.
Sede vescovile è la città di Marquette, dove si trova la cattedrale di San Pietro (St. Peter Cathedral).
Il territorio si estende su 42.416 km² ed è suddiviso in 73 parrocchie.

## Storia
Il vicariato apostolico del Michigan superiore fu eretto il 29 luglio 1853 con il breve Postulat apostolicum officium di papa Pio IX, ricavandone il territorio dalla diocesi di Detroit (oggi arcidiocesi).
Il 9 gennaio 1857 il vicariato apostolico fu elevato a diocesi e assunse il nome di diocesi di Sault Sainte Marie, in forza del breve Supremi apostolatus di Pio IX. Originariamente era suffraganea dell'arcidiocesi di Cincinnati.
Il 23 ottobre 1865 assunse il nome di diocesi di Sault Sainte Marie-Marquette.
Il 12 gennaio 1875 entrò a far parte della provincia ecclesiastica dell'arcidiocesi di Milwaukee.
Il 3 gennaio 1937 ha assunto il nome attuale.
Il 22 maggio 1937 è divenuta suffraganea dell'arcidiocesi di Detroit.

## Cronotassi dei vescovi
Si omettono i periodi di sede vacante non superiori ai 2 anni o non storicamente accertati.
- Ireneus Frederic Baraga † (29 luglio 1853 - 19 gennaio 1868 deceduto)
- Ignatius Mrak † (25 settembre 1868 - 28 aprile 1879 dimesso[4])
- John Vertin † (16 maggio 1879 - 26 febbraio 1899 deceduto)
- Frederick Eis † (7 giugno 1899 - 8 luglio 1922 dimesso[5])
- Henry John Paul Joseph Nussbaum, C.P. † (14 novembre 1922 - 24 giugno 1935 deceduto)
- Joseph Casimir Plagens † (13 novembre 1935 - 14 dicembre 1940 nominato vescovo di Grand Rapids)
- Francis Joseph Magner † (21 dicembre 1940 - 13 giugno 1947 deceduto)
- Thomas Lawrence Noa † (20 agosto 1947 - 5 gennaio 1968 dimesso[6])
- Charles Alexander Kazimieras Salatka † (5 gennaio 1968 - 27 settembre 1977 nominato arcivescovo di Oklahoma City)
- Mark Francis Schmitt † (21 marzo 1978 - 6 ottobre 1992 dimesso)
- James Henry Garland (6 ottobre 1992 - 13 dicembre 2005 dimesso)
- Alexander King Sample (13 dicembre 2005 - 29 gennaio 2013 nominato arcivescovo di Portland)
- John Francis Doerfler, dal 17 dicembre 2013

## Statistiche
La diocesi nel 2023 su una popolazione di 301.396 persone contava 64.280 battezzati, corrispondenti al 21,3% del totale.
| anno | popolazione | popolazione | popolazione | presbiteri | presbiteri | presbiteri | presbiteri                | diaconi | religiosi | religiosi | parrocchie |
| anno | battezzati  | totale      | %           | numero     | secolari   | regolari   | battezzati per presbitero | diaconi | uomini    | donne     | parrocchie |
| ---- | ----------- | ----------- | ----------- | ---------- | ---------- | ---------- | ------------------------- | ------- | --------- | --------- | ---------- |
| 1950 | 91.034      | 323.544     | 28,1        | 171        | 146        | 25         | 532                       |         | 13        | 319       | 92         |
| 1966 | 106.798     | 307.105     | 34,8        | 181        | 159        | 22         | 590                       |         | 28        | 329       | 96         |
| 1970 | 107.486     | 297.000     | 36,2        | 154        | 137        | 17         | 697                       |         | 22        | 252       | 93         |
| 1976 | 96.644      | 304.347     | 31,8        | 138        | 121        | 17         | 700                       |         | 17        | 201       | 87         |
| 1980 | 98.528      | 316.000     | 31,2        | 134        | 117        | 17         | 735                       |         | 17        | 156       | 89         |
| 1990 | 75.298      | 309.400     | 24,3        | 122        | 112        | 10         | 617                       | 7       | 10        | 98        | 92         |
| 1999 | 72.552      | 319.700     | 22,7        | 115        | 103        | 12         | 630                       | 21      |           | 64        | 74         |
| 2000 | 65.497      | 309.000     | 21,2        | 107        | 96         | 11         | 612                       | 21      | 11        | 63        | 74         |
| 2001 | 70.237      | 309.000     | 22,7        | 107        | 94         | 13         | 656                       | 22      | 13        | 59        | 74         |
| 2002 | 70.200      | 317.616     | 22,1        | 103        | 93         | 10         | 681                       | 25      | 10        | 61        | 74         |
| 2003 | 69.500      | 317.616     | 21,9        | 103        | 92         | 11         | 674                       | 27      | 11        | 58        | 74         |
| 2004 | 68.360      | 317.616     | 21,5        | 100        | 88         | 12         | 683                       | 28      | 12        | 58        | 74         |
| 2013 | 68.700      | 323.000     | 21,3        | 89         | 83         | 6          | 771                       | 48      | 6         | 42        | 72         |
| 2016 | 75.149      | 311.361     | 24,1        | 78         | 73         | 5          | 963                       | 43      | 5         | 44        | 72         |
| 2019 | 66.001      | 302.077     | 21,8        | 77         | 72         | 5          | 857                       | 38      | 5         | 32        | 74         |
| 2021 | 64.175      | 299.942     | 21,4        | 75         | 70         | 5          | 855                       | 38      | 5         | 36        | 73         |
| 2023 | 64.280      | 301.396     | 21,3        | 75         | 70         | 5          | 857                       | 34      | 5         | 34        | 73         |